# Municipio de Liberty (condado de Brown)
El municipio de Liberty (en inglés: Liberty Township) es un municipio ubicado en el condado de Brown en el estado estadounidense de Dakota del Sur. En el año 2010 tenía una población de 68 habitantes y una densidad poblacional de 0,56 personas por km².

## Geografía
El municipio de Liberty se encuentra ubicado en las coordenadas 45°54′1″N 98°16′40″O / 45.90028, -98.27778. Según la Oficina del Censo de los Estados Unidos, el municipio tiene una superficie total de 121.8 km², de la cual 121,29 km² corresponden a tierra firme y (0,42 %) 0,52 km² es agua.

## Demografía
Según el censo de 2010, había 68 personas residiendo en el municipio de Liberty. La densidad de población era de 0,56 hab./km². De los 68 habitantes, el municipio de Liberty estaba compuesto por el 95,59 % blancos, el 2,94 % eran amerindios y el 1,47 % eran de una mezcla de razas. Del total de la población el 0 % eran hispanos o latinos de cualquier raza.